# (31139) Garnavich
(31139) Garnavich est un astéroïde de la ceinture principale.

## Description
(31139) Garnavich est un astéroïde de la ceinture principale. Il fut découvert le 25 septembre 1997 à l'Observatoire d'Ondřejov par l'Observatoire d'Ondřejov. Il présente une orbite caractérisée par un demi-grand axe de 2,42 UA, une excentricité de 0,15 et une inclinaison de 1,4° par rapport à l'écliptique.

## Compléments